# Joan Leslie
Joan Leslie, född 26 januari 1925 i Detroit i Michigan, död 12 oktober 2015 i Los Angeles, var en amerikansk skådespelare.
Leslie fick sitt stora genombrott i thrillern High Sierra med Humphrey Bogart 1941. Hon spelade också med i flera tv-reklamer och gjorde gästframträdanden i tv-serier som Mord och inga visor och Charlies änglar. Totalt medverkade hon i över 70 filmer och TV-produktioner.

## Filmografi i urval
- 1941 – Vagnarna rulla om natten
- 1941 – Sierra
- 1941 – Sergeant York
- 1942 – Yankee Doodle Dandy
- 1942 – Än lever Adam
- 1943 – Karriär på Broadway
- 1943 – Upp i det blå
- 1945 – Rhapsody in Blue
- 1946 – Cinderella Jones
- 1950 – Dålig flicka
- 1989 – Gott nytt år!